# 性的少数者
性的少数者（せいてきしょうすうしゃ）とは、何らかの意味で性のあり方が多数派と異なる人のこと。英語の「Sexual Minority」（セクシュアル〈セクシャル〉・マイノリティ）の日本語訳である。性的マイノリティ（せいてきマイノリティ）とも言う。日本語ではセクマイとも略される。一般的にレズビアン（女性同性愛者）、ゲイ（男性同性愛者）、両性愛者（バイセクシュアル）または非異性愛者、トランスジェンダー、ノンバイナリー（第3の性別含む）またはインターセックスなどが含まれる。最近の英語圏では、総称としてGSM（Gender and Sexual Minority）が用いられている。

## 歴史

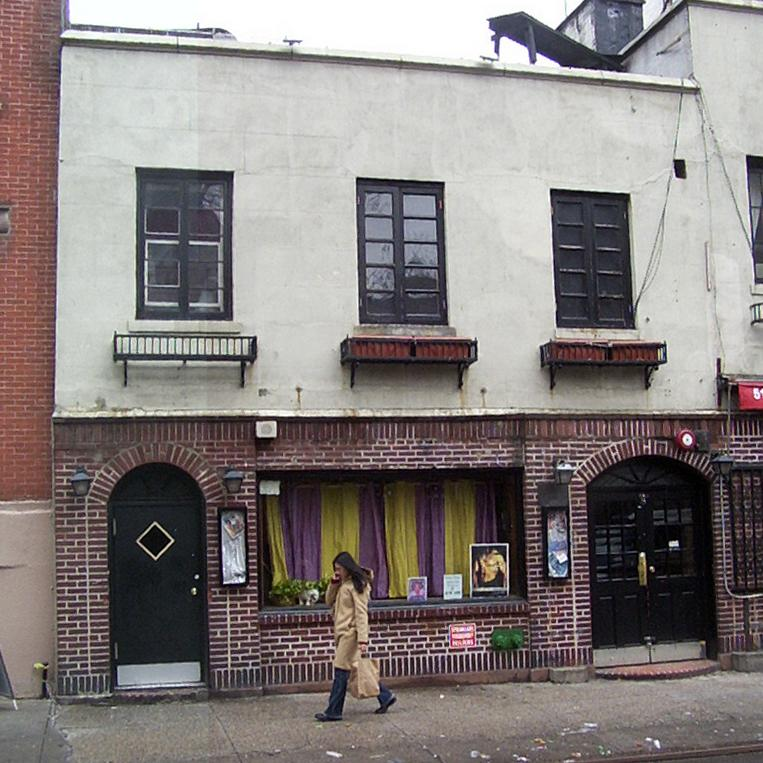
ストーンウォール・イン

マイノリティ（minority）という用語は、大多数の中で少数であること、また、社会学的には社会的弱者であることを指す。セクシュアル・マイノリティ（sexual minority）はその名のとおり、性におけるマイノリティである。
世間的に、異性と惹かれ合うことや、出生時に割り当てられた性別がそのまま自分のジェンダーとして違和感も持たないことが当たり前で自然なこととして暗黙で扱われてきた歴史があり、これらの異性愛者かつシスジェンダーの男性と女性が性におけるマジョリティ（多数者・強者）として疑問視されずに社会に存在してきた。セクシュアル・マイノリティはそれらに該当しない人々を指す。
といっても、セクシュアル・マイノリティは人類史において常にマイノリティだったわけではなく、例えば同性愛は古代イスラエルや古代ギリシャでは普通にありふれていた。しかし、世界の変容とともにしだいに迫害を受ける立場に追いやられた。その結果、当事者たちは自分らしさを隠しながら生きるしかなかった。ハーレム・ルネサンスに重なる1920年代のニューヨークの都会の裏ではゲイ・コミュニティが栄え、アフリカ系アメリカ人女性のブルース音楽は、レズビアンを密かに表現した。それでも迫害は強まるばかりだった。1950年代から1960年代にかけてアメリカ政府は共産主義者を標的にした赤狩りの一環として、同性愛者とおぼしき人間を粛清する大規模な取り組みを実行した（ ラベンダーの恐怖）。精神医学の権威だった チャールズ・ソカリデスを始め、多くの医学界の専門家は同性愛を精神的な病気と見なした。
そんな中、1969年6月28日、ニューヨークのゲイバー「ストーンウォール・イン」が警察による踏み込み捜査を受けた際、居合わせた性的少数者らが初めて警官に真っ向から立ち向かったことで（ストーンウォールの反乱）、当事者はマイノリティとしての現状に声を上げるという転機を迎えた。1969年のストーンウォールでの出来事直後から、「 Gay Liberation Front （GLF）」や「 Street Transvestite Action Revolutionaries （STAR）」といった当事者団体が続々と結成され、平等や権利を公で主張し始めた。1977年、ハーヴェイ・ミルクはカリフォルニア州サンフランシスコ市の市会議員に当選し、アメリカで初めて選挙で選ばれたゲイを公表していた公職者となった。しかし、すぐに差別が解消されることもなく、正しい理解と平等実現への道のりは過酷なものだった。エイズが大流行をし始めた1980年代初期には、エイズは「ゲイの癌」とセンセーショナルに報道された（実際は同性愛者に限らず感染する）。
それ以降、世界中で性的少数者は重大なトピックとなった。2006年のジョグジャカルタ原則では性的少数者の人権を守るべく、国家がとるべき措置をあげ、29の原則にまとめられた。2011年6月17日には、性的指向と性自認に関する声明とウィーン宣言及び行動計画の実現のため、国際連合人権理事会は国際連合人権高等弁務官に2011年12月までに、全世界の性的指向と性自認による人権蹂躙の詳細の調査を求め、その問題を理事会で審議するという決議を採択した。 これを受け、国際連合人権高等弁務官事務所は2011年11月17日付けで報告書を作成した。
国際レズビアン・ゲイ協会の欧州地区が評価している「Rainbow Map and Index」によれば、2020年のヨーロッパにおいて性的少数者に対する施策が最も進展しているLGBTフレンドリー国の上位トップ5か国は、上からマルタ、ベルギー、ルクセンブルク、デンマーク、ノルウェーとなっている。

## 語源
この言葉は、1960年代にLaws Ullerstam（sv）の著書に影響を受けて、少数民族（ethnic minority）の類語として生まれたとされている。
「Sexual Minority」という表現では、性的指向（sexual orientation）に関するものだけしか意味していないように思われるため、性自認（性同一性；gender identity）も含めるべく、「Gender and Sexual Minority（GSM）」や「Sexual and Gender Minority（SGM）」と表現する場合もある。
これ以外にも「Sexual Minority」に代わる用語として、「Gender, Sexual and Romantic Minorities（GSRMs）」や「Gender and Sexual Diversities（GSD）」などが一部の団体から提案されているが、主流として普及はしていない。
性的少数者という表現を言葉のイメージから使用したくないと考える当事者もいる。
近年では性的少数者に代わる用語として「クィア（Queer）」が当事者の運動や研究において多用されている。もともとは蔑称だったが、それを逆手にとるかたちで世間的にマイノリティとして扱われているジェンダーやセクシュアリティを包括的に表す言葉に生まれ変わった。ただし、クィアが何を意味するかは個人によって差異があり、受け入れるかどうかも違ってくるので留意が必要とされる。
なお、「SOGI（Sexual Orientation and Gender Identity）」という表現もあるが、これはセクシュアル・マイノリティに限らず全ての人に関わる性的指向および性自認を指している。

## 含まれる範囲
性的少数者は多様性に富んでいるが、性的指向と性自認（性同一性）の2つの観点から語られることが多い。実際はさらに恋愛的指向やジェンダー表現なども加わって複雑で無数の組み合わせがあり、グラデーションのように幅（スペクトル）もあって流動的である。

セクシャリティの三角形 ― 上下は他者に対して性的な魅力を感じるかどうかの度合いを、左右は性的指向が同性/異性かを示している。この図においては、下の頂点がアセクシュアルを、左の頂点が同性愛を、右の頂点が異性愛を、上辺が両性愛に当たる。

### 性的指向
性的指向とは、どんなジェンダーに性的な魅力を感じるか（もしくは感じないか）ということである。
性的指向については、マイノリティとされている主なものは、性的同一性と性自認の一覧#性的指向 (Sexual Orientation)のとおりである。

### 恋愛的指向
「性的なもの（性的指向）」と「ロマンチックなもの（恋愛的指向）」に分けて考える場合もあり、これは「Split Attraction Model（SAM）」と呼ばれ、主にアセクシュアルのコミュニティでよく用いられている。恋愛的指向も含めた性的マイノリティの総称として「GSRMs」が使われることもある。具体的には、性的に誰にも惹かれない人を「アセクシュアル」というのに対して、恋愛的に誰にも惹かれないのは「アロマンティック」といった表現となる。性的指向と恋愛的指向が一致しないことは「クロス・オリエンテーション（cross orientation）」と呼ばれる。
指向が性的と恋愛的に分離できると考えるようになったのは、最近のことではない。例えば、1879年には、ドイツの性科学者で人権社会運動家でもあるカール・ハインリッヒ・ウルリッヒスがそうした考えを提唱していた。1979年には、心理学者のドロシー・テノフが著作『Love and Limerence』の中で、ロマンティックな魅力からくる精神状態を「リメラント」と表現し、その状態がないことを「non-limerent」と位置付けた。その後、2000年から2005年の間にアセクシュアル当事者の最大のオンラインコミュニティである「AVEN」が中心となって「Split Attraction Model」が定着し始めた。現在では多くの団体や組織が性的指向と恋愛的指向を混同せずに分けて権利や平等を訴えている。「AUREA（Aromantic-spectrum Union for Recognition, Education, and Advocacy）」というアロマンティックのコミュニティは毎年「アロマンティック・スペクトラム意識週間」（Aromantic Spectrum Awareness Week）を実施し、恋愛的指向の普及啓発に努めている。
何を「恋愛」と受け止めるかは人によって異なる。例えばセックスを恋愛と関係ないとみなす人もいれば、恋愛と関係があると考える人もいる。ある人に恋愛的に惹かれているからといって、性的にも惹かれているとは限らない。性的指向と恋愛的指向は一般には区別されないことも多いが、当事者にとっては大切な自己認識のひとつである。
恋愛的指向については、マイノリティとされている主なものは、性的同一性と性自認の一覧#恋愛的指向(romantic orientation)のとおりである。
性的指向と恋愛的指向を組み合わせることで、例えば、「アセクシュアル・ホモロマンティック」「パンセクシュアル・グレイロマンティック」「ヘテロセクシュアル・バイロマンティック」といった表現が可能になる。アセクシュアルとアロマンティックは合わせて「a-spec（A spectrum）」と総称される。

### 性自認（性同一性）
性的特徴に基づいて分類する2つの主要な区分（男女・雄雌）は「生物学的な性（Sex）」と呼ばれるが、これらはあくまで社会的にラベル付けされた概念である。人間の場合、染色体やホルモン、生殖器などを基準に「男」と「女」に出生時に分類されるが、典型的なパターンに一致しない人もおり、中には典型的なパターンに一致させるべく強制的に手術を受けさせられる人もいる（インターセックスなど）。その「生物学的な性」に対して「ジェンダー（Gender）」とは、生物学的な特徴を越えて「自分が何者なのか」という感覚に基づいたものであり、社会的に構築されている。そのため、「生物学的な性」と「ジェンダー」が一致する人もいれば、一致しない人もいる。
性自認とは、自分自身のジェンダーをどう理解し、どう振る舞い、どう見られたいのかを示す識別名である。
性自認については、マイノリティとされている主なものは、性的同一性と性自認の一覧#性自認 (Gender Identity)のとおりである。
社会における男女二元論的な規範とは異なるかたちで自分を認識したり、表現したりする人の総称として「ジェンダー・ノンコンフォーミング」があり、ジェンダークィアと違ってアイデンティティとしてだけでなく特定のグループや表現、パターンを指すことが多い。
「デミ」は、例えば「デミガール」であれば、自分は女性だと強く感じる面もありつつ、同時に女性ではないとも感じるといったアイデンティティを意味する。たいていのデミガールは、出生時に決められた生物学的な性は女性である。
アイデンティティとして異性装をする人は「クロスドレッサー」や「ドラァグ」と呼ばれるが、これは性自認や性的指向とは必ずしも関係ない。なお、そのような人たちを「トランスヴェスタイト（Transvestite）」と表現する場合もあるが、この言葉は蔑称とみなされることがある。

### 性表現（ジェンダー表現）
自分のジェンダーを明らかにして表現する方法は、言葉づかい、仕草、声、服装、メイク、髪形、名前、代名詞、どの施設（トイレ・更衣室）を利用するかなどさまざまである。これらは「性表現（ジェンダー表現；Gender expression）」と呼ばれる。一方でこれらの表現が必ずしもジェンダーと結びついているとは限らず、それは個人の自由である。性自認と一致させる必要もない。
男らしさと女らしさの両方の特徴を併せ持つこと、そのどちらでもない特徴を持つこと、その間の特徴を持つことを「アンドロジナス（androgynous）」と呼び、ジェンダーに限らず（シスジェンダーでもトランスジェンダーでも）自由にこの言葉を使用することができる。

#### 代名詞
英語圏では「he」や「she」など代名詞がジェンダーを表すことになり、これもまた性表現のひとつとなる。しかし、従来から一般に使用されている「he」や「she」では典型的な「男」と「女」しか表現できないため、ノンバイナリーのジェンダーを表現したい人を中心に、ジェンダーニュートラルな代名詞が用いられるようになった（主なものは以下のとおり）。
|                        | 主格 | 目的格 | 所有格 | 所有代名詞 | 再帰代名詞 |
| ---------------------- | ---- | ------ | ------ | ---------- | ---------- |
| 男性                   | he   | him    | his    | his        | himself    |
| 女性                   | she  | her    | her    | hers       | herself    |
| ジェンダーニュートラル | they | them   | their  | theirs     | themself   |
| ジェンダーニュートラル | Ze   | Zir    | Zir    | Zirs       | Zirself    |
| ジェンダーニュートラル | Xe   | Xem    | Xer    | Xirs       | Xirself    |
| ジェンダーニュートラル | Sie  | Hir    | Hir    | Hirs       | Hirself    |

「they」はこれまでは三人称複数の代名詞として利用されてきたが、ジェンダーニュートラルとして使用されるときは三人称単数として扱われる。ジェンダーニュートラルな代名詞としては「they」が最も好まれている。アメリカ方言学会は2010年代を象徴する言葉としてこのジェンダーニュートラルな代名詞である「they」を選んでいる。

### その他
また、場合によっては、以下のものもセクシュアル・マイノリティに含む。

#### 先住民族の第3の性
先住民などの文化的な伝統がある第3の性も存在する。主なものは、以下のとおりである。
- トゥー・スピリット … アメリカ先住民における男女規範に当てはまらない人[69]。
- マーフー（英語版） … ハワイ先住民やタヒチの文化における第3の性[70]。
- ファアファフィネ（英語版） … サモアの文化における第3の性[71]。

#### インターセックス

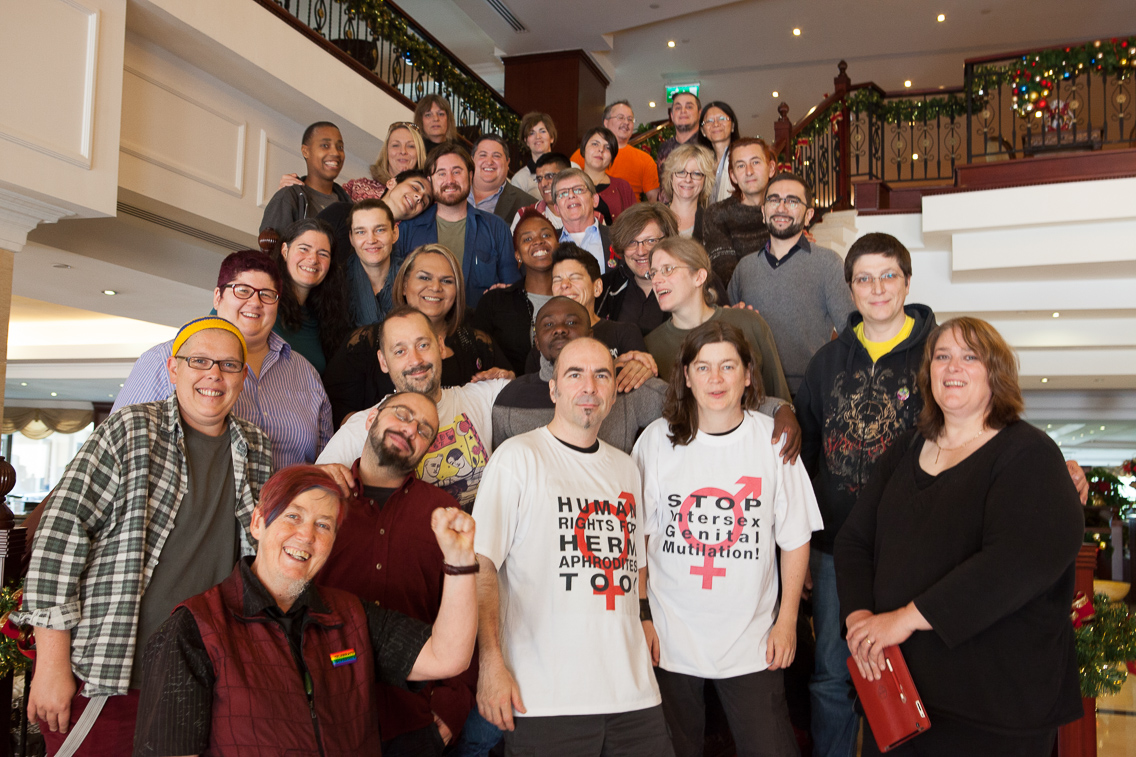
2013年にマルタで開催された国際インターセックス・フォーラムの参加者

インターセックスは、出生時から男性または女性の典型的な定義にあてはまらない性的特徴を持って生まれた人である。両性具有とは異なる。
インターセックス（インターセクシュアリティ）は医学的に診断され、出生時にわかる場合もあれば、後で判明することもある。インターセックスだからといってトランスジェンダーやノンバイナリーと同じというわけではなく、インターセックスの人々がどのジェンダーやセクシュアリティを選ぶかは個人しだいである。インターセックスの他に「DSD（disorders of sex development）」という医学用語も使われており（日本語では「性分化疾患」と訳されることがある）、双方の言葉をめぐって論争も起きている。2019年には国際疾病分類にて「DSD（disorders of sex development）」の名称が使用され続けていることに反発し、世界のインターセックス当事者団体が共同で世界保健機関に対して改善を求める声明を発表した。

#### ポリアモリー
ポリアモリーは、互いの同意のもとで成立する一対一ではない性愛関係である。ポリアモリーを性的少数者に含むかどうかは様々な意見が存在している。

### マイノリティではないもの
性的指向において、異性に惹かれるのみの人は「ヘテロセクシュアル（ストレート、異性愛者）」と呼ばれ、マイノリティではなくマジョリティである。また、何かしらのジェンダーに性的に惹かれる人（つまりアセクシュアルではない人）は「アロセクシュアル（allosexual）」と呼ばれる。
性自認において、自分の認識しているジェンダーが出生時に割り当てられた性別と一致する人は「シスジェンダー」と呼ばれ、マイノリティではなくマジョリティである。シスジェンダーといった用語は、マイノリティではない人たちが特権を持っていることを注意喚起させるために用いられる。
BDSM含むフェティシズムは個人の性的指向や性自認を反映して性的少数者と重複する可能性もあるが、多くの場合、相関関係はない。逆に一部のフェティシスト（主に異性愛者でシスジェンダーの男性）はレズビアンやバイセクシュアル、トランスジェンダーといった性的少数者を自らのフェティシズムの対象とし、性的興奮を得ようとする。これは性的少数者にとって嫌がらせや搾取と受け止められる。
また、社会的に受容される範囲を逸脱するもの、例えば、性依存症や児童への性的虐待、性的倒錯などはセクシュアル・マイノリティとは扱われない。

## LGBTとの相違点
性的少数者とよく似た言葉で、しばしば混同される概念・言葉として、LGBT がある。これは、レズビアン（Lesbian）、ゲイ（Gay）、バイセクシュアル（Bisexual）、トランスジェンダー（Transgender）の頭文字から作られた頭字語である。LGBTという言葉は1990年代から使用されている。
LGBTは、インターセックスを加えて LGBTI と言ったり、クィア（Queer）またはクエスチョニング（Questioning）を加えて LGBTQ もしくは LGBTQ+ と表記したりもする。また、インターセックスやアセクシュアルを加えて LGBTQIA+ 、さらにトゥー・スピリットを加えて LGBTQIA2S+ と表現することもある。
これら頭字語による用語は個々の性的少数者ではなく、コミュニティを包括的に示すものである。性的少数者とLGBTの違いとして、その言葉のなりたちが挙げられる。「性的少数者」という言葉が客観的に性におけるマイノリティを定義しているのに対し、「LGBT」は1988年頃にアメリカの活動家が使い始めた言葉であって、当初のゲイのコミュニティからさらに包括的で相互関係を重視した連帯を意味する「LGBT」へと変移していった。
今では新しいジェンダーやセクシュアリティが認知されるたびに頭文字が追加され、どんどん長くなる傾向にあり、それを嘲笑したり、過剰だと非難する人も一部では存在する。一方で、そのラベルは連帯のために必要であり、誰もが自分自身のジェンダーやセクシュアリティに名前をつけて表現してもいいと主張する声もある。

## 認識と割合

レインボーフラッグ

自分が性的少数者であるかどうかを認識するのは、どの年齢でも起きうることであり、認識に時間がかかることもあるし、人生の中で変化することもある。性的経験（性行為など）がなくても自分の性的指向を認識することはできる。偏見がなく信頼ができる他者や専門家と話すことは、自分が性的少数者かどうかを理解する手助けとなる。自分の性自認や性的指向を探している状態の人々は「クエスチョニング」と呼ばれたりもする。
2020年のギャラップによるアメリカの調査によると、成人の5.6%が自らをレズビアン、ゲイ、バイセクシュアル、トランスジェンダーのいずれかと認識しているという結果がある。また、その割合は1997年から2012年の間に生まれたZ世代で特に高く、16%（およそ6人に1人）となっている。この調査でセクシュアル・マイノリティと答えた人のうち、54.6％がバイセクシュアルと回答した。2019年のイギリスの調査では、16歳以上のイギリス人の2.7%がゲイ、レズビアン、またはバイセクシュアルであると回答し、この割合は増加傾向にある。
2020年の電通による日本の調査によれば、セクシュアル・マイノリティに該当すると答えたのは全体の約8.9%だった。その内容は、ゲイが1.94%、レズビアンが1.33%、バイセクシュアルもしくはパンセクシュアルが2.94%、アセクシュアルもしくはアロマンティックが0.81%、性的指向のクエスチョニングが1.63%、トランスジェンダーが0.64%、Ｘジェンダーが1.20%、性自認のクエスチョニングは0.62%であった。

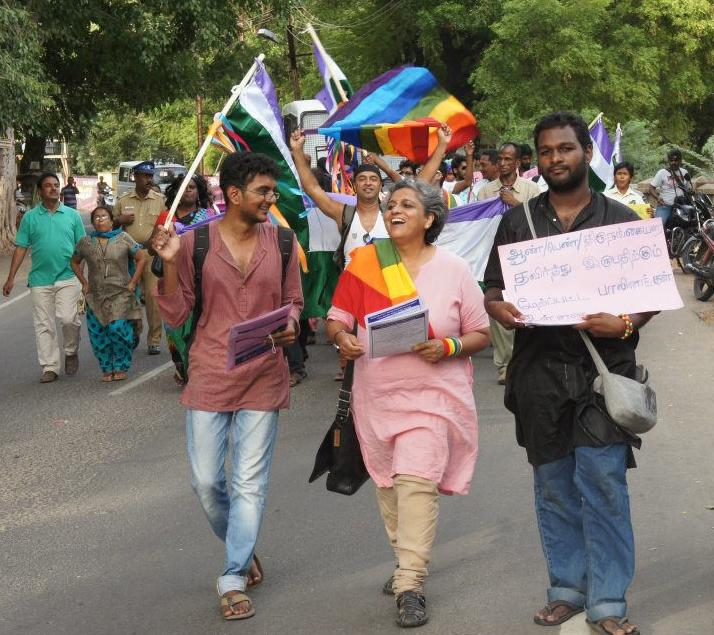
インドで行われたプライド・パレード（2012年9月30日）

自らがセクシュアル・マイノリティであると他人に打ち明けることは「カミングアウト」といい、これは「coming out of the closet」を短縮したものである。自分が性的少数者であると公にしていない人は「クローゼット」という。毎年多くのセレブ（芸能人・政治家など）が性的少数者であることをカミングアウトしている。
カミングアウトした性的少数者たちは連帯を示し、社会に平等を訴えるために運動を各地で行っている。有名なのがプライド・パレードであり、世界各地で実施されている。レインボー・フラッグ（虹をモチーフとした旗）は、性的少数者ないしLGBTの象徴となっており、この旗は1978年にゲイ・コミュニティの象徴となる旗のデザインを依頼されたギルバート・ベイカーが考案した。また、それぞれの性自認・性的指向・恋愛的指向ごとに独自のフラッグが考案されており、当事者のコミュニティが自分たちのアイデンティティを示すのに用いている。
こうした人権運動において活動家として著名な人物や組織もいる。マーシャ・P・ジョンソンはトランスジェンダー活動家として尽力した有名人のひとりであり、ビリー・ジーン・キングは差別が蔓延するスポーツ界で同性愛者であることを告白したアメリカ初のスポーツ選手となり、バイヤード・ラスティンはキング牧師の右腕でありながらゲイゆえに公民権運動家からも批判されるも自分の性的指向を隠さずに貫いた。
性的少数者を積極的に支援する行動をとる人や、ただ単に共感する人のことを「アライ（Ally）」と呼ぶ。「ally」という単語は「味方」というニュアンスで一般的に使用されることもあるため、LGBTの文脈であることや本人が性的少数者でないことを強調する場合には「ストレート・アライ」と言うこともある。LGBTの当事者であっても全てのセクシュアリティについて完全に理解しているという人は多くないため、LGBT同士でも自身がアライであることを表明することがある。 

### 性別違和
出生時に決められた性別と自認するジェンダーが一致しない人は、人生において苦痛や不快感が生じることがあり、これは「性別違和 （Gender dysphoria）」と呼ばれる。性別違和には、社会的状況によって引き起こされる「社会的違和」と身体と関連してくる「身体的違和」がある。この性別違和の程度は個人差が大きく、かなり強い苦悩を抱える者もいれば、全く感じない者もいる。
医学的には、アメリカ精神医学会の精神障害の診断と統計マニュアル（DSM-5）によれば、別のジェンダーへの強い願望に関連する臨床的に重大な苦痛または障害として認められる概念を指す。以前は「性同一性障害（Gender Identity Disorder）」とも呼ばれていた。2019年には国際疾病分類の改定版（ICD-11）が了承されたことで、「精神障害」の分類から除外され、「性の健康に関連する状態」という分類の中の「Gender Incongruence（性別不合）」に変更された。そのため今では精神疾患とはみなされない。
一方で、何らかのかたちで自分のジェンダーを肯定されたことで得られる幸福や心地よさを「ジェンダー多幸感（Gender euphoria）」と呼び、ジェンダー違和とは対極にある感覚である。

### 移行
性別違和を抱えたままでは性的少数者にとっては生きるのに困難がともなう。そこでジェンダー違和を和らげて、自分のジェンダーを肯定し、人生を送りやすくするための何かしらのプロセスをとることがおり、それは性別移行（transition）と呼ばれる。
移行の具体例としては以下の行為が挙げられる。
- 名前や代名詞を変える。
- 服装や髪形を変える。
- 胸や生殖器を物理的に締め付けるなどして目立たなくする。
- ホルモン補充療法を受ける。
- 性別適合手術を受ける。
- カミングアウトをする。
- その他の行動の変化。

トランスジェンダーなどと露骨に判断されることなく、他人に疑われることもなく、自分の望むジェンダーそのままに社会で通用できることは「パス（パッシング；passing）」と呼ばれる。

## レプリゼンテーション

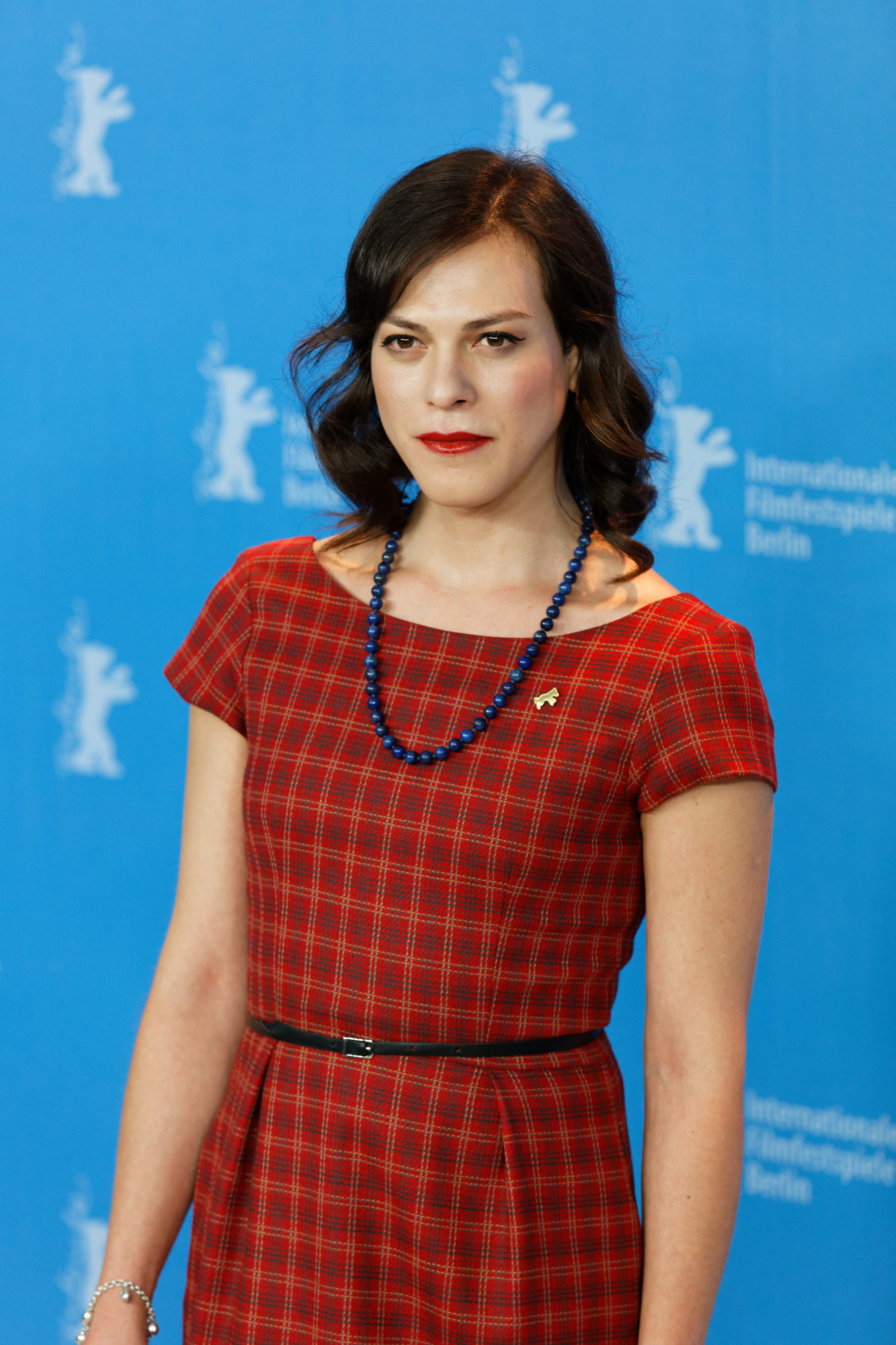
トランスジェンダーのダニエラ・ベガは2017年の映画『ナチュラルウーマン』でトランスジェンダーの主人公を演じた。

人間が創作した演劇・映像（動画）・文学・芸術などの中における表象を「レプリゼンテーション（representation）」と呼ぶ（日本語ではリプレゼンテーションとも表記される）。性的少数者の人々が公正に描かれることがレプリゼンテーションでは重視される。
性的少数者は映画やドラマ番組などの映像作品において正しく描写されてこなかった歴史がある。ドキュメンタリーの『セルロイド・クローゼット』（1981年）や『トランスジェンダーとハリウッド: 過去、現在、そして』（2020年）、『テレビが見たLGBTQ』（2020年）ではその性的少数者のレプリゼンテーションに関する歴史が語られている。テレビ番組、演芸、企業の広報などが性的少数者を侮蔑的に笑いものにする事例もたびたび起きている。
これらの誤った表象は性的少数者のステレオタイプや誤解を助長する。ステレオタイプの例としては、例えば「レズビアンのカップルは必ずブッチとフェムである」「バイセクシュアルの人はグループセックスを好む」「トランスジェンダーは不幸な犠牲者となる」「アセクシュアルの人はセックスの楽しさを知らないだけで一度経験させればわかってくれる」などがある。
また、陰惨な事件の引き金になることもある。『 ジェニー・ジョーンズ・ショー 』というテレビ番組の1995年3月6日の放送にて、同性愛者の男性が同僚男性のジョナサン・シュミッツに片思いしていたことを本人の前で告白するという企画があり、この放送の3日後、シュミッツは告白してきた男性を殺害するという事件を引き起こした（ゲイ・パニック・ディフェンス）。
日本の映像界では、性的少数者ではない人たちが主体となってセクシュアル・マイノリティが描かれていることに対して、消費や搾取となっている問題点が指摘されており、改善が求められている。
映像作品における性的少数者に関するより良い表象は増えつつあり、少しずつ改善している。1977年には『 That Certain Summer 』が放映され、同性愛を同情的観点から描いた最初のテレビ映画となった。1978年には『 A Question of Love 』というレズビアンの女性を真面目に描いたテレビ映画も登場した。2014年から配信されたアニメ『ボージャック・ホースマン』ではこれまで表象として描かれることはほぼ無かったアセクシュアルのキャラクターが明確に登場し、当事者から称賛を受けた。『JUNO/ジュノ』での演技によりアカデミー主演女優賞にノミネートされた経験のあるエリオット・ペイジは2020年に男性であるとカミングアウトし、世界で最も有名なトランスジェンダーのひとりとなり、大きな話題を集めた。
GLAADの調査によれば、2020年のメジャースタジオが公開した118本の映画のうち、性的少数者として識別できるキャラクターがいた作品は22本（18.6％）だった。具体的にどの性的少数者だったかという内訳は、ゲイ男性が68％、レズビアンが36％、バイセクシュアルが14％で、トランスジェンダーはいなかった。また別の調査からは、2020年のテレビシリーズとして放送された773のシリーズレギュラーキャラクターのうち、9.1％が性的少数者であったという結果がでている。
コンピュータゲームの世界においても現在では数多くの性的少数者の表象が確認できるが、昔は珍しかった。1999年に開催された「Electronic Entertainment Expo（E3）」にて『シムピープル』というシミュレーションゲームの試作が展示されたが、その際にゲーム内で女性キャラクター同士の結婚が展開され、多くのゲームファンは騒然となった。それから20年、ゲームの表象は激変し、2020年には「The Game Awards」で「Game of the Year」に輝いたゲーム『The Last of Us Part II』ではレズビアンの主人公とトランスジェンダーのキャラクターが大々的に登場した。
文学では昔から性的少数者を明確には描写できなくとも、暗示させるような表象があったことが知られている。ゲイ表象としては紫式部の『源氏物語』（1008年）、オスカー・ワイルドの『ドリアン・グレイの肖像』（1890年）、レズビアン表象としてはジョゼフ・シェリダン・レ・ファニュの『カーミラ』（1872年）、ラドクリフ・ホールの『 寂しさの泉 』（1928年）など枚挙にいとまがない。初期のトランスジェンダー文学としてはヴァージニア・ウルフの『オーランドー』（1928年）が有名である。

## 不平等と差別

### 同性結婚と同性間の性行為

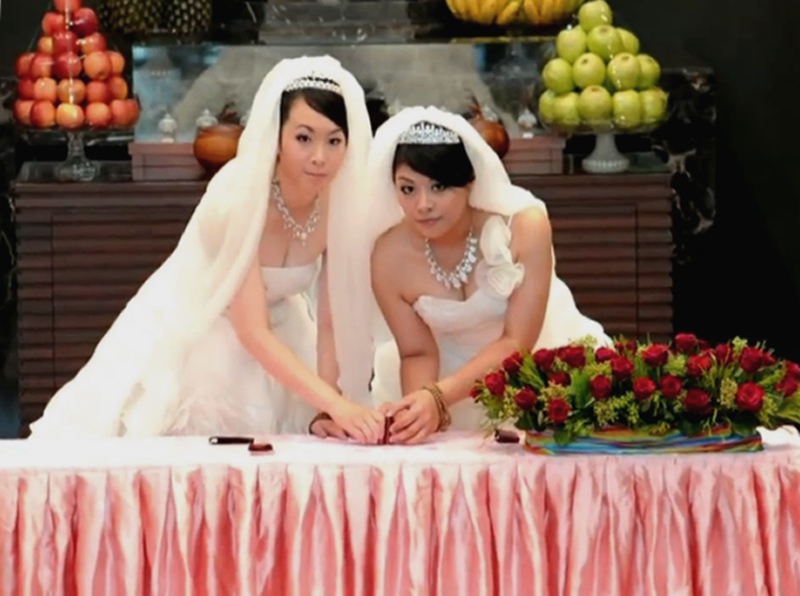
台湾における同性結婚の様子

同性結婚（同性婚）を認める国・地域は増えており、ヨーロッパ、北アメリカ、南アメリカ、アフリカ、アジアを含む世界中に存在し、2020年5月時点で世界の約20%の国・地域に及んでいる。同性婚を異性婚と同等な扱いで世界で最初に法的に認めた国はオランダで、2001年のことだった。2019年には台湾がアジアで初となる同性結婚が法的に認められた国となった。
一方で、同性婚に強く反発する国・政治家なども多く、同性婚の実現を求める当事者や支援者と対立している。同性婚に反対する主張者の一部は「少子化が進む」と懸念を挙げるが、同性婚の導入が出生率に影響したという科学的な証明はない。アメリカでは同性カップルのうち16.2%が子育てをしている。イスラエルでは同性カップルが子育てをするのがブームとなり、国全体の出生率も上がっている。
また、同性での結婚のみならず、同性間の合意に基づく性行為を犯罪とする国も存在しており、その数は70カ国で、うち12カ国では死刑に処せられる可能性もある。迫害が深刻で命の危機もある一部の国々に暮らす性的少数者は亡命せざるを得ない状況に追い込まれている。

### アウティング
性的少数者であることを本人の同意なく暴露することは「アウティング」といい、当事者にとっては人生や生命にも関わる深刻な問題となりうる（例：一橋大学アウティング事件）。日本での調査によれば、性的少数者の約25％がアウティングの経験があると答えている。近年の日本では自治体などでアウティング禁止の条例を強く求める動きが拡大し、2021年には三重県で都道府県で初めてのアウティング禁止条例が成立した。
日本ではセクシュアル・マイノリティに対するいじめや差別を禁止する法律・条例の制定について、87.7%が「賛成」「やや賛成」と答えている。また、別の調査では88.7%が学校で性の多様性を「教えるべき」「できれば教えるべき」と回答した。

### 差別用語

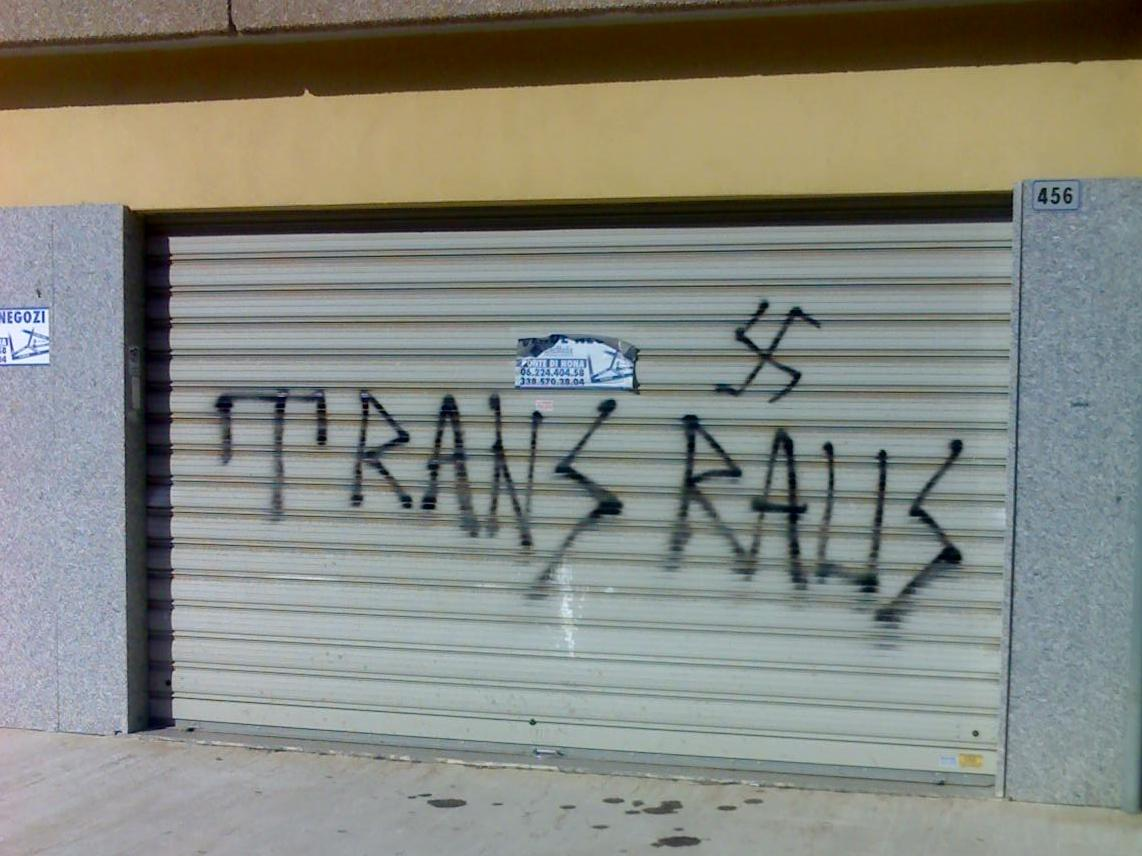
トランスフォビアな内容の落書き（ローマ）

性的少数者を差別する用語がいくつもある。同性愛者を示すうえで「homosexual（ホモセクシュアル）」という言葉は避けるべきとされ、「gay（ゲイ）」や「lesbian（レズビアン）」という表現が推奨されている。また、性的指向を「性的嗜好（sexual preference）」と表現するのも望ましくない。他にも無数の誹謗中傷とみなされる言葉があり、注意が必要となる。日本語においても「ホモ」「オカマ」「レズ」などは差別的呼称とされている。こうした差別的な言動は常に悪意に基づくとは限らず、日常的に意図せずに起きることもあり、マイクロアグレッションと呼ばれたりもする。
性的少数者は以前は精神障害として扱われた歴史もあったが、今ではそれは過去のものとなり、性的少数者を病気や倒錯とみなすのは偏見や差別となる。小児性愛（ペドフィリア）や性暴力加害者と関連付けることも不適切である。
性的少数者に対して恐怖・憎悪・不快感・不信感を抱く人々を、同性愛の場合は「ホモフォビア」、バイセクシュアルの場合は「バイフォビア」、トランスジェンダーの場合は「トランスフォビア」と呼ぶ。アセクシュアルの場合は「エースフォビア（acephobia）」もしくは「aphobia」と呼ばれる。

### 性同一性への偏見
トランスジェンダーの人々の中には性別適合手術を受ける人もいるが、全員がそうであるわけではない。医学的診断に基づき「性別違和（性同一性障害）」と判断される人もいるが、これもまたトランスジェンダーと同一の意味ではない。それに関連して「性転換（sex change）」というフレーズは使用すべきではないとされている。そもそもトランスジェンダーの人に対して安易に性器や手術など医学的な話題に焦点をあてたり、外見に言及したりすることは控えるべきと注意喚起がなされている。
また、とくにトランスジェンダー（ノンバイナリーなどを含む）においては、必ず本人が選んだ名前と性別と代名詞を用いるべきであり、デッドネーミングは厳禁である。ジェンダーニュートラルな代名詞としては「they / them」が最も好まれている。本人の性自認と異なる性別で扱うことは「ミスジェンダリング」と呼ばれ、その人の生き方を否定する侮辱的な行為として問題視される。
公的な書類や登録の性別の変更が難しかったり、男女以外の自分の性別がなかったりするケースもある。日本では戸籍上の性別の変更を行うには厳しい要件があり、とくに生殖機能を失わせるという要件に関しては世界保健機関なども反対している。書類の性別欄の見直しも求められており、履歴書などの性別欄を削除する動きもある。
トランスジェンダー女性は、トイレ、空港の航空保安検査などで不当な扱いを受けることが多く、社会問題となっている。また、男女の区分が平然と存在してきたスポーツ界でもトランスジェンダーに関しては論争が起きている。

### ヘイトクライム
米国連邦捜査局（FBI）は2014年のヘイトクライムに関するレポートにて、性的指向が原因で標的にされた犠牲者が1248人（全体の18.6％）、性自認が原因で標的にされた犠牲者が109人（全体の1.8％）いたことを報告している。トランスジェンダーの女性はとくにヘイトクライムの被害に遭いやすい。

### 転向療法
同性愛や無性愛であること自体は病気でも精神障害でもなく、性の機能不全というわけでもない。性的指向をセラピーや治療、説得で強制的に変更することはできず、修正する必要もない。心理的または精神的介入を用いて個人の性的指向・性自認・性表現を矯正しようとする「転向療法（コンバージョン・セラピー）」を行う個人や組織も存在するが、多くの専門家や学会はその危険性を指摘し、反対を表明している。
性的指向などを治療できるとインターネット上のサービスで発信することは規制対象となることがあり、YouTubeではヘイトスピーチとしてチャンネル削除の対処をとっている。

### 健康・自殺・性被害
差別や不平等に苦しめられる性的少数者の若者は、そうではない人たちと比べて、自殺念慮と自殺未遂、アルコールや薬物の使用、暴力、メンタルヘルスなど健康や生命を脅かされている状況にある人の割合が高いと指摘されている。同性愛者や両性愛者の若者は異性愛者と比べて自殺を考える人の割合が3倍高いという報告もある。性的少数者の若者は性的少数者ではない人と比べて摂食障害になる可能性が3倍高い。また、アセクシュアルの若者の約48％が不安障害の経験があるという報告もされている。イギリスの調査によれば、ホームレスとなっている性的少数者の若者のうち6人に1人が家族から性的虐待を受けている。日本の複数の調査では、性的少数者のうち約4割が、レイプやセクハラなどの性被害に遭ったことが明らかになっている。警察や相談機関の現場では、性的少数者の性暴力被害が見過ごされ、差別的対応を受けることもある。
こうした健康格差を解消するべく、アメリカ心理学会はセクシュアル・マイノリティに対応できるようにトレーニング・プログラムを提供している。性的少数者の自殺防止に取り組む非営利団体として「トレバー・プロジェクト（The Trevor Project）」などがある。

### インターセクショナリティ
同じ性的少数者であっても全員が同じ境遇にあるわけではない。例えば欧米諸国では、ゲイの男性は同性愛差別（ホモフォビア）に直面するが、ゲイの黒人男性であれば人種差別（レイシズム）も受けることになる。また、女性であれば女性差別が加わり、イスラム教徒であれば宗教差別が加わる。車椅子のユーザーとなれば障害者差別は無視できない。このような個人のアイデンティティが複数組み合わさることによって起こる問題は「インターセクショナリティ（交差性）」という言葉で議論される。
性的少数者が声を上げるきっかけとなったストーンウォールの反乱は有色人種のトランスジェンダーの活動家が一石を投じた功績が大きいが、一方でその後に続いた性的少数者の活動ではゲイの白人が主流となっていた。そして性的少数者のコミュニティにおける運動の中でさえ、トランスジェンダーの人たちは多数派であるゲイの人々の一部から誹謗中傷を受けることもあった。また、レズビアンの中にもトランスジェンダー女性への偏見を公然と表明する者もいた。いまだに一部のフェミニストはトランスジェンダー女性を排除することに肯定的な言動をとることもあり、そうしたフェミニストは「トランス排除的ラディカルフェミニスト」と呼ばれる。